# ملعب دويس الأوكالبتوس
ملعب دويس الأوكالبتوس (بالإنجليزية: Estádio dos Eucaliptos)‏ هو ملعب كرة قدم يقع في بورتو أليغري، البرازيل، يتسع لـ 20,000 متفرج. كان الملعب هو الملعب الرئيسي لنادي إنترناسيونال. و استضاف الملعب منافسات كأس العالم لكرة القدم 1950.

## التاريخ
بدأ بناء الملعب في 1931 وافتتح في 15 مارس 1931. تم إغلاقه في 1969. في 2012 تم هدم هذا الملعب.